# Erik Rydström
Erik Rydström (i riksdagen kallad Rydström i Vråen), född 29 december 1881 i Berg, död där 14 september 1955, var en svensk lantbrukare och politiker (frisinnad).
Erik Rydström, som var son till en lanthandlare, var jordbrukare i Berg i Småland, där han också hade kommunala uppdrag. Han var även verksam som nykterhetsföreläsare.
Han var riksdagsledamot i andra kammaren för Kronobergs läns valkrets 1922–1924. Som kandidat för Frisinnade landsföreningen tillhörde han dess riksdagsgrupp Liberala samlingspartiet 1922–1923, och efter den liberala partisplittringen på hösten 1923 kvarstannade han i Frisinnade landsföreningen och ingick således i dess nybildade riksdagsgrupp Frisinnade folkpartiet 1924. I riksdagen var han suppleant i första tillfälliga utskottet samt i femte tillfälliga utskottet 1922–1924.